# Edifici al carrer Sant Nicolau 35 d'Alcoi
L'edifici al carrer Sant Nicolau 35, situat a la ciutat d'Alcoi (l'Alcoià), País Valencià, és un edifici residencial d'estil modernista valencià construït l'any 1908, que va ser projectat per l'arquitecte Timoteo Briet Montaud.
La façana va ser realitzada per l'arquitecte contestà Timoteo Briet Montaud en 1908. L'edifici té cinc altures i baix destinat a ús comercial.
En la primera planta es pot observar un bell buit dividit en tres finestrals i en la tercera i quarta planta dues balconades amb línies corbes. L'edifici està construït en carreu amb decoració de tipus floral. En el primer pis s'observen també dues circumferències, distintiu del corrent modernista vienesa Sezession.
Les baranes de les balconades estan elaborades en ferro i presenten una decoració de tipus vegetal.